# Guillaume Serrig
Guillaume Philippe Serrig (Bascharage, 19 januari 1892 – Luxemburg-Stad, 26 juli 1969) was een Luxemburgs kunstschilder.

## Leven en werk
Guillaume of Willy Serrig was een zoon van Ignace Serrig, chef bij de dienst accijnzen, en Rosalde Bertogne. Hij studeerde aan de kunstacademies van Bazel, München en Straatsburg.
Serrig schilderde figuratieve bloemen en landschappen. Hij was lid van de kunstenaarsvereniging Cercle Artistique de Luxembourg, waar hij van 1917 tot 1924 deelnam aan de jaarlijkse salons. In 1925 startte hij een schildersbedrijf met Camil Thibor. Later had hij een eigen bedrijf in Limpertsberg onder de naam Willy Serrig - Atelier de Peinture et Décors.
Guillaume Serrig overleed op 77-jarige leeftijd.
- Musée national d'archéologie, d'histoire et d'art: lkl006082